# Fenneviller

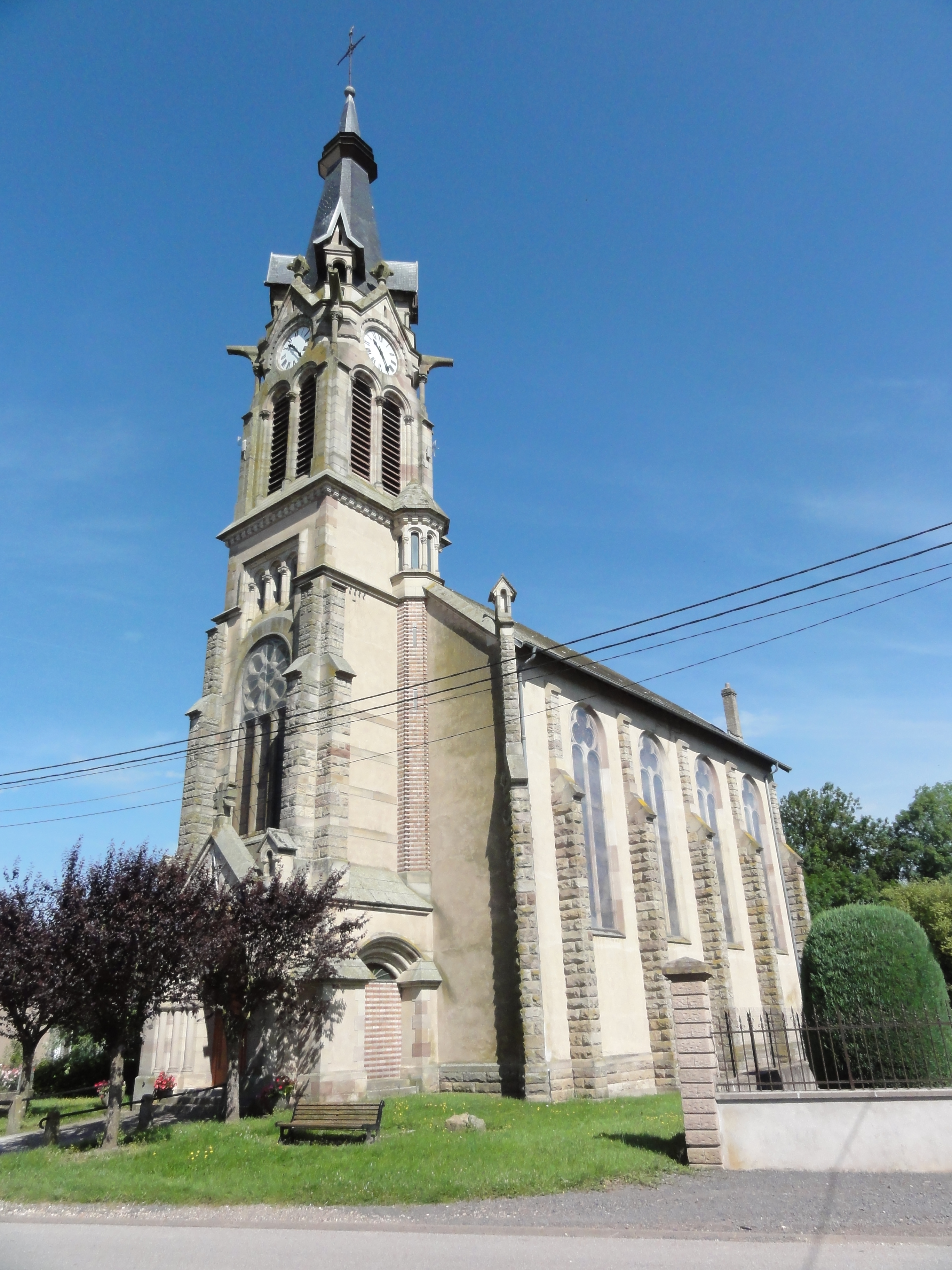
Neogotycki kościół Narodzenia Najświętszej Maryi Panny (2016)

Fenneviller – miejscowość i gmina we Francji, w regionie Grand Est, w departamencie Meurthe i Mozela.
Według danych na rok 1990 gminę zamieszkiwało 125 osób, a gęstość zaludnienia wynosiła 42 osoby/km² (wśród 2335 gmin Lotaryngii Fenneviller plasuje się na 920. miejscu pod względem liczby ludności, natomiast pod względem powierzchni na miejscu 1177.).

## Populacja

Populacja Fenneviller w latach 1962–2008